# Ittireddu
Ittireddu – miejscowość i gmina we Włoszech, w regionie Sardynia, w prowincji Sassari. Graniczy z Bonorva, Mores, Nughedu San Nicolò i Ozieri.
Według danych na rok 2004 gminę zamieszkiwało 586 osób, 25,5 os./km².